# Bot (počítačové hry)
Bot je ve videohrách označení pro umělou inteligenci, která je založena na softwaru expertního systému, která supluje roli skutečného hráče. Boti jsou používány v celé řadě videoherních žánrů, přičemž v jednotlivých typech videoher plní často zcela odlišnou roli a fungují jiným způsobem. Často mohou být boti používáni například v případě First-person stříleček nebo u MMORPG videoher.
Někteří boti mohou čistě suplovat lidské hráče a nahrazovat je (například v týmových videohrách k dorovnání počtu hráčů v obou týmech), jiní jsou určení k analýze videoherních map a k vytvoření efektivní strategie k průchodu videohrou. Dále jsou boti ve videohrách využívání k tzv. farmingu (někdy také grindingu), kdy vykonávají méně zábavné a často repetitivní úlohy, aby se hráč videohry mohl soustředit na další, atraktivnější části videohry. Pokročilí roboti často využívají strojového učení, díky kterému mohou vylepšovat svou funkcionalitu. V některých videohrách je používání botů zakázáno, protože hráčům poskytuje příliš velkou výhodu oproti protihráčům.